# أرنولد بيكمان
أرنولد أورفيل بيكمان (بالإنجليزية: Arnold Orville Beckman) (و. 1900 – 2004 م) هو كيميائي، ومخترع أمريكي. ولد في كولوم (إلينوي) . وكان عضواً في الأكاديمية الأمريكية للفنون والعلوم .
توفي في لاهويا، عن عمر يناهز 104 عاماً. في الوقت الذي كان يعمل فيه بيكمان كبروفيسور في معهد كاليفورنيا للتكنولوجيا أسس شركة بيكمان كولتر ‏ في عام 1934 بعد اختراعه لمقياس الأس الهيدروجيني.

## التعليم
تعلم في معهد كاليفورنيا للتقنية، وجامعة إلينوي ‏، وجامعة إلينوي في إربانا-شامبين

## مناصب وهيئات
أدار معهد كاليفورنيا للتقنية.

## جوائز
حصل على جوائز منها:
- قلادة العلوم الوطنية الأمريكية في مجال التكنولوجيا والإبتكار
- ميدالية المواطنون الرئاسية [الإنجليزية]‏
- قلادة العلوم الوطنية الأمريكية.

## معرض صور

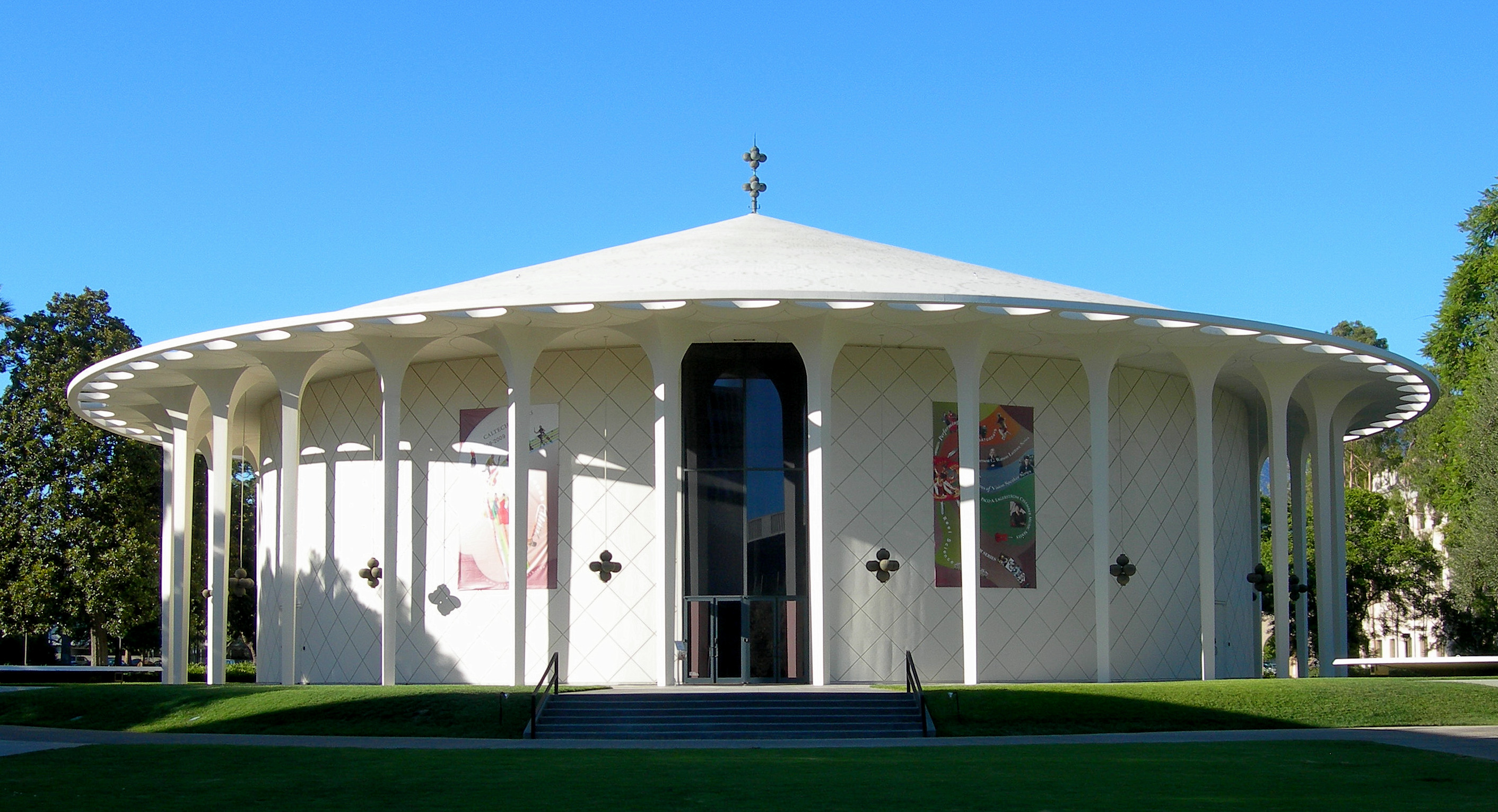
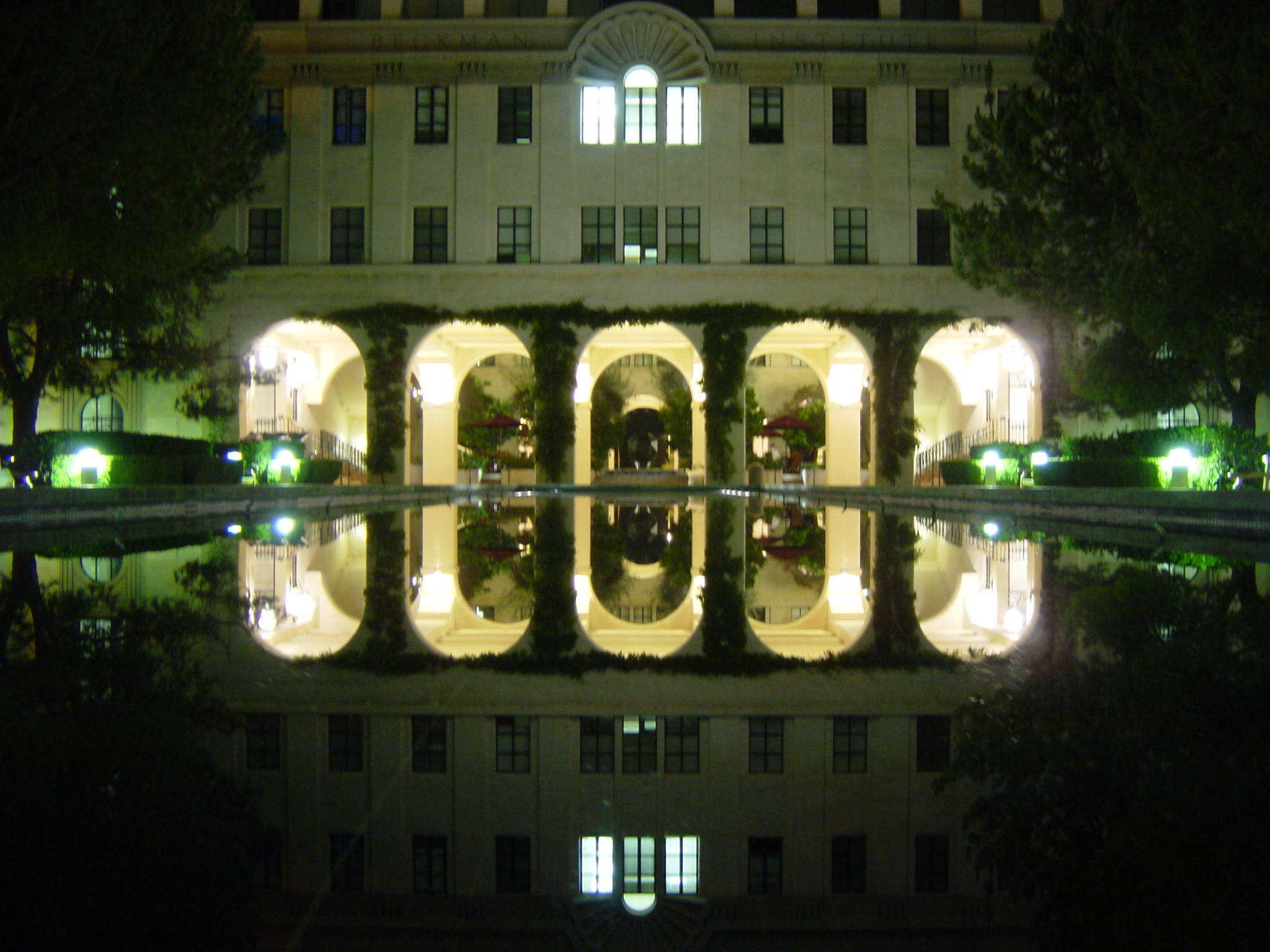
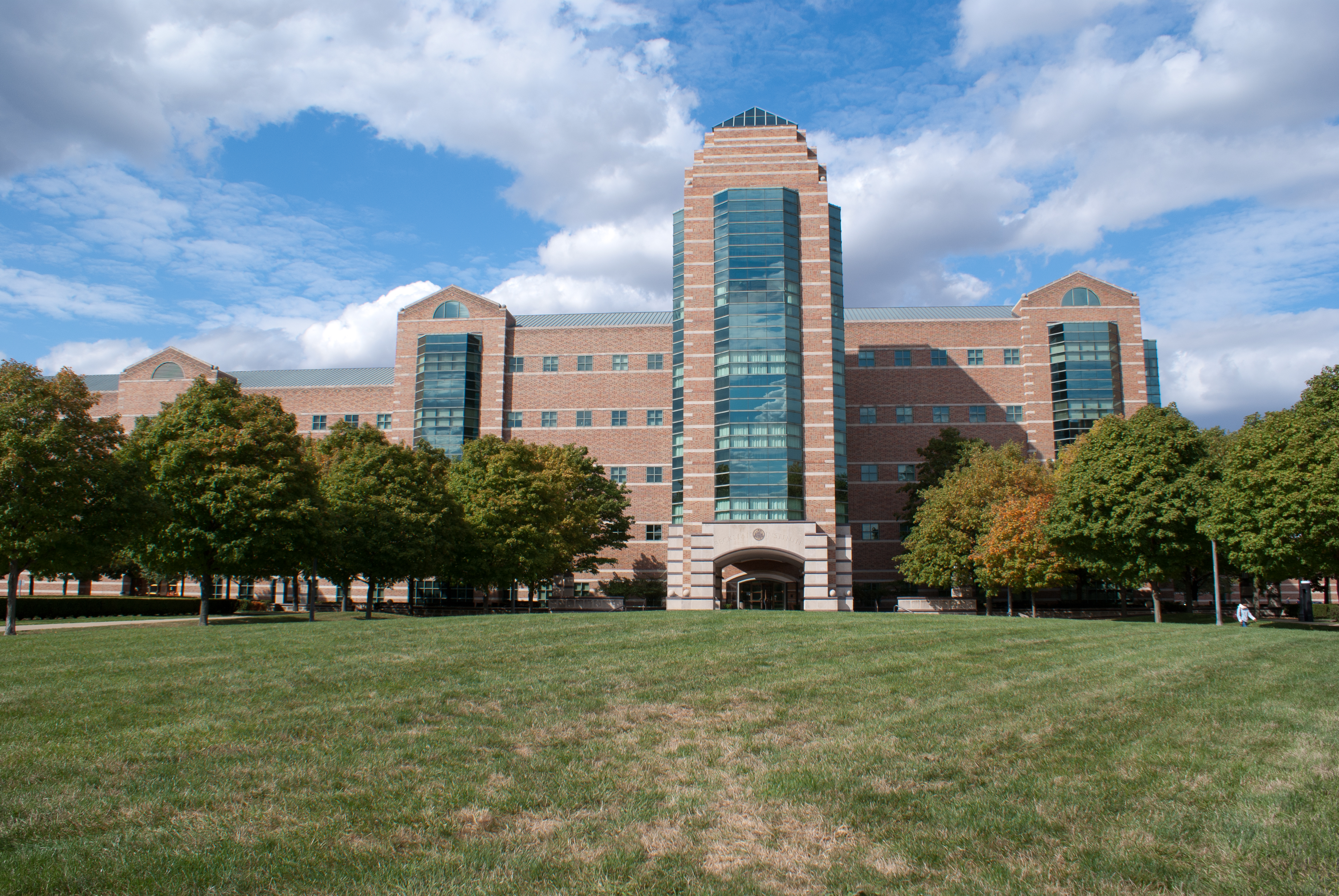
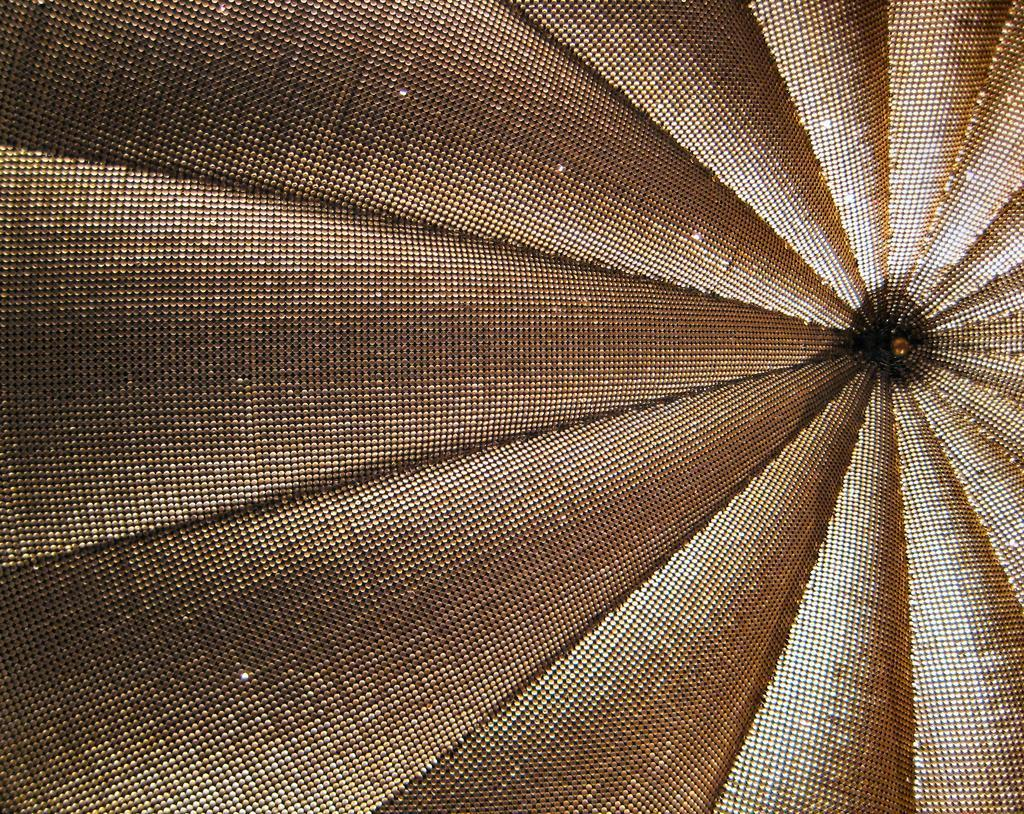
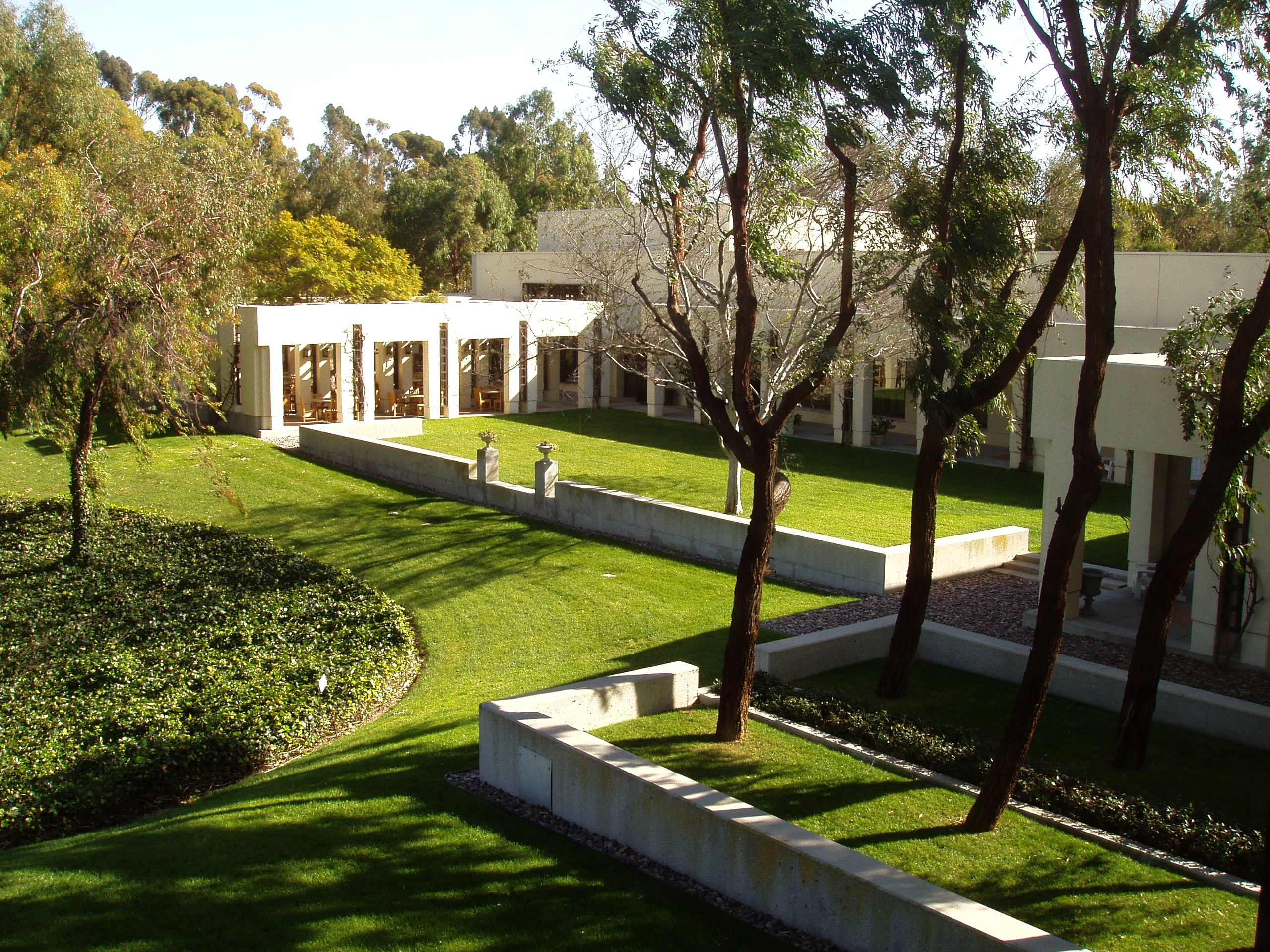